# Зелений Гай (Суботцівська сільська громада)
Зелений Гай — село в Україні, у Суботцівська сільській громаді Кропивницького району Кіровоградської області. Населення становить 280 осіб.

## Населення
Згідно з переписом УРСР 1989 року чисельність наявного населення села становила 308 осіб, з яких 125 чоловіків та 183 жінки.
За переписом населення України 2001 року в селі мешкала 281 особа.

### Мова
Розподіл населення за рідною мовою за даними перепису 2001 року:
| Мова       | Відсоток |
| ---------- | -------- |
| українська | 93,57 %  |
| російська  | 3,93 %   |
| молдовська | 1,79 %   |
| вірменська | 0,71 %   |